# Masugnsbyn (naturreservat)
Masugnsbyn är ett naturreservat och ett Natura 2000-skyddsområde utanför Masugnsbyn i Kiruna och Pajala kommun.